# Becada de Sulawesi
La becada de Cèlebes (Scolopax celebensis) és una espècie d'ocell de la família dels escolopàcids (Scolopacidae) que habita la selva humida del nord i centre de Sulawesi.